# Litle Ramsholmen
Litle Ramsholmen est une île dans le landskap Sunnhordland du comté de Vestland. Elle appartient administrativement à Øygarden.

## Géographie
Rocheuse et couverte d'une légère végétation, elle s'étend sur environ 300 m de longueur pour une largeur approximative de 211 m. Elle est reliée à Store Ramsholmen au nord par des bâtiments qui en occupent l'étroit détroit. 